# 工大サミット
工大サミット（こうだいサミット）は、日本の理工系大学が連携して行うシンポジウムであり、年1回行われている。

## 沿革
2017年3月に愛知工業大学・大阪工業大学・芝浦工業大学・広島工業大学・福岡工業大学の5つの私立工業大学によって、理工学や工業大学への関心度の向上を目的として開始された。2018年からは東北工業大学が新規参入し、計6大学によって実施された。また、2019年からは新たに神奈川工科大学が加入し、2020年には福井工業大学が加入、2022年からは北海道科学大学が加入している。

## 実施歴
第1回のシンポジウムは大阪工業大学の梅田キャンパスにて2017年6月に実施され、400人程度の参加者が集まった。続く第2回は翌年10月に芝浦工業大学豊洲キャンパスにて実施され、約200人を集めた。